# Conchopus convergens
Conchopus convergens är en tvåvingeart som beskrevs av Sadao Takagi 1965. Conchopus convergens ingår i släktet Conchopus och familjen styltflugor. Inga underarter finns listade i Catalogue of Life.